# Rhyncolosoma
Rhyncolosoma är ett släkte av skalbaggar. Rhyncolosoma ingår i familjen vivlar.
Kladogram enligt Catalogue of Life:
| Rhyncolosoma | \| \| Rhyncolosoma dubium \| \| \| \| \| \| Rhyncolosoma subsignatum \| \| \| \| |
|              | \| \| Rhyncolosoma dubium \| \| \| \| \| \| Rhyncolosoma subsignatum \| \| \| \| |
|              | Rhyncolosoma dubium                                                              |
|              |                                                                                  |
|              | Rhyncolosoma subsignatum                                                         |
|              |                                                                                  |